# The Colonel's Bequest
The Colonel's Bequest är ett äventyrsspel av Sierra On-Line från 1989. Spelet skrevs av Roberta Williams. Spelet har Laura Bow som huvudperson, och hon återkom som spelarfigur i The Dagger of Amon Ra 1992. Spelet bygger på spelmotorn Sierra's Creative Interpreter (SCI).

## Handling
Man spelar som Laura Bow, som studerar journalistik på Tulane University i New Orleans, och hon är dotter till en detektiv. Hon är kompis med Lillian Prune, en flapper. En dag år 1925 bjuder Lillian hem Laura till en släktträff. Tillsammans ska de tillbringa helgen på en plantage som ägs av Lillians farbror, överste Henri Dijon, en veteran från det spansk-amerikanska kriget. I matsalen berättar översten att han har kallat sina närmaste släktingar för att göra sitt testamente känt för dem. Han ska lämna i arv sina miljoner till de flesta närvarande och att de kommer ärva lika mycket när han dör. Så fort han lämnar rummet förolämpar de honom och varandra och sedan frågar de varandra hur mycket han har och när översten kommer att dö. Lillian och Laura går därifrån till sitt rum. Under nattens lopp blir flera av de inbjudna mördade för att sedan försvinna spårlöst, och det är upp till Laura att ta reda på vad som händer.

## Figurer
Någon av dessa figurer är en mördare, alla andra är potentiella offer. Några av namnen på dessa figurer är baserade på den tidens verkliga personer, såsom Rudolph Valentino, W.C. Fields, Gloria Swanson och Clara Bow.
- Laura Bow: spelarfigur.
- Lillian Prune: Lauras vän och dotter till Ethel.
- Överste Henri Dijon: en tillbakadragen, rik, excentrisk gammal man.
- Ethel Prune: överstens yngre syster och Lillians mamma.
- Gertrude "Gertie" Dijon: änka efter överstens bror och mor till Gloria och Rudy.
- Gloria Swansong: Gerties dotter och Rudys syster.
- Rudolph "Rudy" Dijon: Gerties son och Glorias bror.
- Clarence Sparrow: överstens advokat.
- Dr. Wilbur C. Feels: överstens personliga läkare.
- Fifi: hembiträde som bor hos översten.
- Jeeves: butler i överstens hus.
- Celie: kock hos översten.

## Mottagande
Datormagazin ansåg att Amigaversionen var långsam och att tolken i spelet inte hade förbättrats nämnvärt jämfört med tidigare spel från Sierra, men att det ändå hade nått längre som spel är tidigare spel från företaget, och gav spelet 7/10 i betyg.